# Новий Пражмув
Новий Пражмув (пол. Nowy Prażmów) — село в Польщі, у гміні Пражмув Пясечинського повіту Мазовецького воєводства.
Населення — 663 особи (2011).
У 1975-1998 роках село належало до Варшавського воєводства.

## Демографія
Демографічна структура станом на 31 березня 2011 року:
|          | Загалом | Допрацездатний вік | Працездатний вік | Постпрацездатний вік |
| -------- | ------- | ------------------ | ---------------- | -------------------- |
| Чоловіки | 313     | 76                 | 217              | 20                   |
| Жінки    | 350     | 78                 | 219              | 53                   |
| Разом    | 663     | 154                | 436              | 73                   |